# ديفيد تايلور
ديفيد تايلور (ولد في 25 أغسطس 1965) هو لاعب كرة قدم ويلزي سابق لعب لنادي برثادغ. فاز بالحذاء الذهبي الأوربي للموسم 1993-1994. اعتزل كرة القدم في عام 2001 عندما بلغ 36. يعمل الآن مساعد مدير نادي كارسوس. لعب أثناء مسيرته 219 مباراة، وسجل 117 هدفا.